# 07-GHOST
『07-GHOST』（セブンゴースト）は、雨宮由樹と市原ゆき乃による日本の漫画、およびそれを原作にしたテレビアニメ。
『コミックZERO-SUM』（一迅社）において2005年6月号から2013年10月号まで連載された。また、2009年4月から同年9月まで読売テレビ他でテレビアニメが放送された。

## あらすじ
かつて人間世界にフェアローレンと名乗る死神が現れ、世界に災厄を振りまいた。しかし天界の長が遣わした07-GHOSTという7人の死神によってフェアローレンは封印され、世界は平穏を取り戻した。
時は過ぎ、物語の舞台・バルスブルグ七大陸はラグス王国とバルスブルグ帝国という2つの超大国によって治められていた。ラグス王国はミカエルの瞳、バルスブルグ帝国はラファエルの瞳という魔石によって守護されており、両国は不可侵条約を結び、平和を維持していた。しかし、あるときラグス王国が教会からパンドラの箱を奪い、更にラファエルの瞳をも得ようとしてバルスブルグ帝国と戦争になった。この戦争はラグス戦争と呼ばれ、戦争の結果ラグス王国は滅亡し、王族も断絶したとされた。
ラグス戦争終結から10年後、主人公テイト・クラインはバルスブルグ帝国軍に入隊するべく士官学校で生活を送っていた。彼は幼少期の記憶を失っていたが、ある日、自分がラグス王国最後の王の息子であることと、父を帝国軍参謀長官・アヤナミに殺されたことを思い出す。記憶を取り戻したテイトは怒りの衝動からアヤナミに襲いかかるが、力及ばず投獄されてしまう。
その後、親友ミカゲの助力を得て士官学校を脱走したテイトは、バルスブルグ教会の司教フラウに保護され、教会に匿われる。その後、テイトは帝国軍とアヤナミへの復讐を果たすことを誓い、教会の庇護の下で行動を起こす。
テイトは復讐の前段階として、バルスブルグ帝国内で非検閲の特権を持つ司教の座を目指し、司教試験に合格してフラウ付きの司教見習いとなる。その後、失われた記憶を取り戻すべく、聖地ゼーレを目指して各地のゴッドハウスを巡る旅に出る。

## 登場人物
担当声優は特に記載がない限り、ドラマCDとテレビアニメで共通している。

### 主要人物
テイト＝クライン
声 - 斎賀みつき
本作の主人公。本名は「ヴァールハイト＝ティアシェ＝ラグス」といい、その出自はラグス国王と側室ミレイアの間に誕生した王子。右手にミカエルの瞳を宿している。
父や叔父フェア＝クロイツなどから愛されて育つも、王妃ベアネッサの妬みを買って背中に奴隷の烙印を押されてしまい、更にベアネッサから教皇に引き渡されてフェアローレンの躯を植えつけられ、生きたパンドラの箱となる。その後は教皇の非を訴えるため、フェアからテイト＝クラインの名を与えられ、フェアとともにゴッドハウスを巡る旅に出たが、ラグス戦争開戦後、バルスブルグ帝国軍から身柄を狙われたためフェアの手により王族としての記憶を封印される。
記憶を封印された後はミロクに引き取られて戦闘用奴隷として育てられ、14歳のときにバルスブルグ帝国の陸軍士官学校に入学するが、ある日、自分がラグス王国の王子であることや父をアヤナミに殺されたことを思い出し、士官学校を脱走する。その後はバルスブルグ教会の庇護の下で司教試験に合格し、フラウ付き司教見習いになったテイトは、ゼーレの旅人として旅立ち第6区と第4区のゴットハウスで呪いの切符を手に入れて、第1区のゴットハウスに向かう為に、旅の途上でホークザイルレースに参加するが、アヤナミに敗れてしまい攫われてしまう。攫われてしまったテイトはアヤナミに士官学校脱走後の記憶を封印されてしまい現在は「アヤナミのベグライター（幹部補佐）に任命された新米軍人」として日々を過ごしている。アヤナミは王室研究所を利用してフェアローレン躯の封印を解く計画でいる。王室研究所の研究員はテイトのことを「M-17（ミカエル実験体17番目）」と呼ぶ。
テイトはアヤナミに記憶を封じられている為にフェアローレンの躯の封印の鍵（キーワード）を7つあるうち1つの鍵を開けてしまい残りの封印の鍵は現在6つになる。だがオウカの誕生日パーティーに出席し、フラウたちと再会し、記憶を取り戻す。
身長は159cmと同世代の人間と比べて小柄であり、本人もそのことを気にしているが、一方で身体能力やザイフォンの量は桁外れで、加えて戦闘用奴隷として育ったため暗殺技にも長けている。
ミカエルの瞳
ラグス王国の秘宝で、フェアローレンの躯を封印したとされる大天使ミカエルが宿る赤い魔石。
元はラグス国王が所有していたが、テイトが生きたパンドラの箱にされた後、フェアローレンからテイトを守るためテイトに託される。テイトを主として敬い、テイトの心の闇を利用して表層化する。
現在はテイトを闇徒から守るために自らテイトと離別して帝国軍に捕らわれ、闇徒を内部に埋め込まれた状態で帝国軍の管理下に置かれていたが、テイトの記憶が戻った際にテイトの元へ戻り、サポートを行う。
ミカエルの瞳の真の力は破壊する事ではなく、ものに生命を吹き込み甦らせる事だとテイトの記憶の中で判明した。

ミカゲ＝セレスタイン
声 - 浪川大輔
士官学校でのテイトのルームメイト。周りからはエリートと一目置かれている。明るく涙もろい性格で、戦闘用奴隷として育ち、周りからバカにされていたテイトとも気さくに接し、テイトの親友となる。
オーク家の執事を務める家系の出身で、父カレイン、兄コクヨウはともにオーク家の執事を務めている。しかしミカゲは幼い頃に兄弟喧嘩をして顎に十字傷を負ってしまい、「顔に傷のある者は執事になれない」という言葉に従って士官学校に入学した。
テイトが士官学校を脱走する際に助力したため、罰としてアヤナミに魂の半分を奪われ、アヤナミに操られることになる。その後、テイトを追ってバルスブルグ教会を訪れ、テイトと戦闘になり死亡する。
ブルピャ
声 - 斎藤千和（ドラマCD） / 早見沙織（テレビアニメ）
ピンク色の「導きのドラゴン」。ミカゲが転生しており、おでこに十字傷がある。
ミカゲを喪ったテイトを慰めるため、教会のアニマルセラピーとしてフラウが連れてきた。常にテイトのそばに寄り添っている。

フラウ
声 - 諏訪部順一（少年時代 - 井上麻里奈）
バルスブルグ教会の司教で、07-GHOSTの『斬魂（ゼヘル）』。右腕にフェアローレンの鎌を宿している。
ラグス戦争終結後、ジオ大司教宛の紹介状を携えてバルスブルグ教会を訪れ、教会に保護される。保護された当初は神を嫌って悪戯を繰り返していたが、バスティンの説得により心を開き、司教試験の実技試験では最高記録を叩き出して司教となった。現在もエロ本を持ち歩いたり、ロザリオをライターにして煙草を吸ったりと司教らしからぬ言動が目立つが、弱者には黙って手を差し伸べるなど心根は優しく、士官学校を脱走したテイトのことを助けてバルスブルグ教会に匿った。
テイトと過去の自分を重ねており、テイトが司教試験に合格すると、テイトとともにゴッドハウスを巡る旅に出るが、旅の途上でアヤナミと遭遇し、テイトを奪われてしまう。アヤナミに遭遇した時にケガをしてしまったフラウはカストルとラブラドールと合流しラブラドールの治療をうける。現在はテイトがオウカから誕生日パーティに招待されていたことを利用して、オウカの誕生日パーティに潜入し、カストル、ラブラドールとともにテイト奪還を窺っている。
カストル
声 - 千葉進歩
バルスブルグ教会の司教で、第2区の教区長。07-GHOSTの『繫魂（フェスト）』で、死者の魂と絆が深い相手の魂を糸で繋ぎ、エネルギーを分け与えて蘇生させることができる。また操作系ザイフォンの使い手でもあり、自作の人形を人間と見間違えさせるほど精緻に操ったり、人形に使い魔を入れて人間のように動かしたりといった技術を持つ。
本名は「シンルー＝ハウゼン」といい、その出自は第6区のゴッドハウス・ハウゼン家の第13代当主。ある日、ラゼットと出会い惹かれ合うようになるが、ラグス戦争に際してラゼットを庇って死亡し、『繫魂』の器となる。その後はバルスブルグ教会の司教試験に合格し、現在に至る。
テイトがオウカから誕生日パーティに招待されていたことを利用して、オウカの誕生日パーティに潜入し、フラウ、ラブラドールとともにテイト奪還を窺っていたが、アヤナミと戦い敗北。
アヤナミはカストルの残った能力を吸収しようとするが人である器が耐えられず、中止。
その後、セブンゴースト専用の檻にラブラドールと共に入れられた。その際クロユリと繋がっていたハルセの魂を身体に戻した。
ラブラドール
声 - 宮田幸季
バルスブルグ教会の司教。07-GHOSTの『預魂（プロフェ）』で、未来についてほぼ正確に預言することができる。慈悲深く物腰柔らかな青年で、癒し系ザイフォンの使い手。趣味はガーデニングで、草花を自在に操る能力を有している。
本名は「イリューシャ＝クラート」といい、その出自は第4区のゴッドハウス・クラート家の子息。クラート家に引き取られた孤児・リリンが不治の病に冒されていることを知り、彼女の苦しみを取り除くため自らの血を苗床にしてエデンの花を咲かせることに成功するが、エデンの花を咲かせることは禁忌であったため、罰として永久凍土の地に送られて氷漬けの刑に処せられ、死亡する。死後、『預魂』の器となり、現在に至る。
テイトがオウカから誕生日パーティに招待されていたことを利用して、オウカの誕生日パーティに潜入し、フラウ、カストルとともにテイト奪還を窺っていたが、ヒュウガと戦い敗北。
カストルと共にセブンゴースト専用の檻に入れられた。
ハクレン＝オーク
声 - 福山潤
第2区のゴッドハウス・オーク家出身の青年。幼少の頃、母親に憑いた使い魔の呪いを解いたフラウに憧れ、11歳のときに家を飛び出し、司教を目指している。
容姿はミカゲと酷似しているが、性格はミカゲとは異なりプライドが高い。テイトのことは当初バカにしていたが、バルスブルグ教会でともに過ごすうちに親しくなり、司教試験ではテイトとペアを組んでともに合格を果たす。司教試験合格後はカストル付きの司教見習いになる。カストル付きの司教見習いになってから数日後ハクレン宛てにバルスブルグ王室から命令を受け、オウカの教育係を務める。
なお、幼少の頃から父親に大量の見合い写真を見せられ続けたことが原因で「淑女（レディ）」を苦手としており、淑女に近づかれると「女性酔い」という症状を起こす。
ロゼアマネル＝オウカ＝バルスブルグ
本作のヒロイン。バルスブルグ帝国の第一王女で、通称オウカ。右手にラファエルの瞳を宿しているが、彼女自身はそのことを知らずにいる。
銀髪ツインテールの少女で、古風な口調で話す。世間の事情に疎く、「俗語辞書」を持ち歩いているほどだが、心優しく正義感は強い。癒し系ザイフォンの使い手で医者を目指しているが、王位継承権第1位という地位にあることから両親から反対されている。
見聞を広めるために家出して治療活動に勤しんでいた折、悪漢に襲われそうになったところをテイトに救われ、親しくなる。クラート家事件が解決した後にテイトに自身の誕生日パーティの招待状を渡しており、別れ際には互いの本名を打ち明け合い、テイトがラグス王国の王子であったことを知る。
その正体はナナセから作られたオウカのレプリカであり、本物の王女は既に亡くなっていた。レプリカとしての名前は「OR-0007（オーアールセブン）」。だがその魂は本物の王女の物で、まだ死ぬべきではないとして魂の管理を担う「醒魂」が閻魔帳を書きかえ、魂をレプリカの体へと移しかえた。本来は自我を持たないはずだったが、この魂の入れ替えによって自我を持つようになった。
クルル
黒い「導きのドラゴン」。オウカが生まれたときから共にあり、オウカのことを「オウカ様」と呼んで慕っている。オウカからも姉妹のように思われている。
人語を話したり、空を飛んだりすることができる。
ラファエルの瞳
バルスブルグ帝国の秘宝で、フェアローレンの魂を封印したとされる青い魔石。ミカエルの瞳同様、主の抑圧された無意識を利用して表層化する。
「ラグス王国は滅ぼさねばならない」と認識しており、テイトがオウカに本名を明かした際は宿主であるオウカの意識を押しのけて表層化し、テイトを消滅させようとした。またバルスブルグ帝国軍はラグス戦争の際、洗脳プログラムを使ってラファエルの瞳を強制的に発動させ、ラグス王国に対する衛星ビーム砲として使用していた。
長い洗脳プログラムによって同胞であるミカエルに対しても攻撃を仕掛けていたが、本来はミカエルと同じく主となる者を大切にし、悪を許さぬ厳格な性格である。
アヤナミ
声 - 速水奨
バルスブルグ帝国軍参謀長官で、バルスブルグ皇帝の一存で設けられた直属の黒法術師部隊「ブラックホーク」を率いる。冷酷で目的達成のためなら手段は問わないが、部下に対する信頼は厚い。
正体はフェアローレンの魂の転生体。フェアローレンとしての記憶と力の一部を取り戻しており、フェアローレンの躯を取り戻すべく暗躍する。当初は躯を封じたパンドラの箱を開けるために、テイトが宿しているミカエルの瞳を追っていたが、物語中盤でテイト自身がパンドラの箱であることを知ってからはテイト自身も捕獲の対象とする。現在はミカエルの瞳を奪取し、テイトの記憶を封印した上で彼を自らのベグライターとしている。
ラグス戦争の折、フェア＝クロイツを殺害して07-GHOSTの『契魂』の力を得た。後にカストルの左腕を奪い、07-GHOSTの『繋魂』の力を一部得ている。さらにランセの核を奪い『遺魂』の力も得た。
そして魂の転生体になる前は「クロウェル」という名の、クロム王のもう一人の弟として生まれ育ったラグス王家の血を引く人間であり、クロイツと同じくテイトの叔父であることが判明。若くして亡くなった末弟で、クロム王はとても大切にしていたという。

### バルスブルグ教会

#### 07-GHOST
フラウ
07-GHOSTの『斬魂（ゼヘル）』。能力は「悪しき因縁を断つ」。

カストル
07-GHOSTの『繫魂（フェスト）』。能力は「魂を繋げる」。

ラブラドール
07-GHOSTの『預魂（プロフェ）』。能力は「未来を預言する」。

ランセ
声 - 遠近孝一
07-GHOSTの『遺魂（レリクト）』。能力は「時間を巻き戻す」。
バルスブルグ教会の司教で、フラウやカストル、ラブラドールとは同期。このうちフラウのことはライバルと見なしており、一方でラブラドールのことは「ラブ師匠」と呼んで慕っている。普段は巡回司教として各区を巡回しているが、テイトが受験した司教試験では最高責任者を務めた。
第2区のゴッドハウス・オーク家の子息で、宝石デザイナー・ブランの悪事を目撃したため黒珠石の像に変えられて絶命し、『遺魂』の器となる。その後、バルスブルグ教会の司教となり、バスティンの死後、カストルの推薦を受けて大司教補佐に昇格。バルスブルグ王室付き司教としてホーブルグ要塞に赴任し、そこで『醒魂』と接触を果たす。醒魂から07-GHOSTに裏切り者がいることを知らされるが、アヤナミに核を奪われて消滅する。
フェア＝クロイツ
声 - 木内秀信
07-GHOSTの『契魂（フェアトラーク）』。能力は「他者の魂を操る」。
ラグス国王の弟で、バルスブルグ教会の司教。テイトにとっては叔父に当たり、テイトからは「神父さま（ファーザー）」と慕われていた。
フェアローレンの躯に宿る全ての英知を手に入れようとした教皇の企みを阻止するため、生きたパンドラの箱にされたテイトをラグス王国に連れ帰るが、このことがラグス戦争の発端となる。その後は教皇の非を訴えるため、各地のゴッドハウスを巡る旅に出るが、旅の途上でアヤナミに殺害され、能力を奪われる。
『消魂（ランドカルテ）』
07-GHOSTの『消魂（ランドカルテ）』。能力は「長距離移動」。
ラグス戦争が開戦した頃、アヤナミを抹殺するよう指令を受けるが、直後にゴッドハウスを巡る旅に出たフェア＝クロイツに同行を申し出ていた。
醒魂から知らされた07-GHOSTの中の裏切者。平和を愛し、当初は世界を愛のみで世界を満たそうと考えるも、愛憎は相反する感情でありながら切り離す事はできないと悟る。どちらか一方を消し去れないなら両方を消し去ろうと言う結論に達し、教皇をそそのかせた。
同胞『醒魂』とは死んだ年が近かったことから友人のような距離で接していたが、自身の望みの為に袂を分かつ。死因は水死だという。
現在はアヤナミの部下・カツラギとして帝国軍に入り込んでおり、フェアローレンの封印を解く機会をうかがっていた。フェアローレンを心酔するが、天界の娘・イヴと出会ったことで、フェアローレンもまた愛憎劇から逃れられなかったと失望している。
『醒魂（エア）』
07-GHOSTの『醒魂（エア）』。この世の全ての魂の管理を仕事とし、それぞれの魂について記録する閻魔帳を保持する。魂の番号を付けることができ、番号を書きかえることもできる。
ラグス戦争が開戦した頃、『消魂』と同様にアヤナミを抹殺するよう指令を受けるが、その後は消息が途絶える。後にランセの前に姿を現し、「真の敵」を伝えた。『消魂』とは死んだ年齢が近かったことから、よく行動を共にしていた。だが『消魂』のたくらみを知り、袂を分かつ。
その正体はミロクのベグライター・カル。周囲に露見しないようテイトを鍛えていた。

#### 教会関係者
ラゼット
声 - 早見沙織
バルスブルグ教会のオルガニストで、顔を自由に変化させられる「ノエルの人魚」。話すことはできないが意思疎通は可能。普段は水中を泳ぎ回っているが、ヒレを乾かせば陸上を歩くこともできる。
かつて、ラグス国王暗殺を企む組織に囚われていたところをカストルに救われ、彼と惹かれ合うようになるが、ラグス戦争終結後、自分を庇って亡くなったカストルを追って自殺する。その後、07-GHOSTの『繫魂』の器に選ばれたカストルの力で生き返り、カストルの傍に寄り添っている。
ジオ
声 - 浜田賢二
バルスブルグ教会の大司教。額から右目にかけて大きな傷跡がある。血圧が高く、フラウに対してしばしば仕置きをしている。
バスティン
声 - 桐井大介
バルスブルグ教会の大司教補佐。フラウの師で、フラウに神の教えを説き続けてフラウの心を開いた人物だが、同時に己の正義を過信しており、罪人殺害の手段として黒法術に手を染めている。
バルスブルグ帝国への忠誠心からブラックホークのスパイとなり、テイト捕獲に動くが、 黒法術の代償として死亡し、肉体も消滅する。後に彼の魂は世界一長寿な樹の若芽に転生し、フラウによって教会で一番日の当たる場所へと植えられた。
ウィーダ&リアム
声 - 朴璐美（ウィーダ）、伊瀬茉莉也（リアム）
第5区からやってきた司教試験の受験者。ウィーダが兄、リアムが弟の兄弟受験者。裕福な家庭の出身だが、両親の死後に親類に遺産を全て奪われた過去を持ち、そのため兄弟の絆は非常に強い。
ウィーダは司教試験に合格し、ラブラドール付きの司教見習いとなった。リアムは司教試験に失敗し、再度受験すべく教会内で勉学に励んでいる。
カイル&ワード
声 - 逢坂力（カイル）、小松史法（ワード）
司教試験の受験者のペア。ワードは一次試験の最終問題でカイルを裏切り不合格となるが、カイルは司教試験に合格し、ランセ付きの司教見習いとなる。
元大司教
声 - 遠藤大輔、浜田賢二
双子の元大司教。新人を見る名目で司教試験に参加するが、寄る年波には勝てず、試験の終盤ではテイトたちにおぶってもらっていた。
作中ではフェア＝クロイツと共にテイト誕生に立ち会う描写がある。
アテナ、ロザリー、リーベル
声 - 川澄綾子（アテナ）、能登麻美子（ロザリー）、名塚佳織（リーベル）
アニメオリジナルのシスター。よく3人で一緒に行動している。

### バルスブルグ帝国

#### ブラックホーク
アヤナミ
バルスブルグ帝国軍参謀長官で、直属部隊「ブラックホーク」を率いる。

ヒュウガ
声 - 浜田賢二
バルスブルグ帝国軍少佐で、ブラックホークのメンバー。常に飄々としており、アヤナミを「アヤたん」、クロユリを「クロたん」と、カツラギを除く上司には名前の後に「たん」をつけて呼ぶ。鼻だけで支えるサングラスを常に着用している。
勤務態度は不真面目で、よくふざけてはアヤナミの制裁を受けている。一方で剣術や黒法術の腕前は優秀で、特に剣術に関しては07-GHOSTの『斬魂』であるフラウと渡り合うほどの実力者。
コナツ＝ウォーレン
声 - 岸尾だいすけ
ヒュウガのベグライター。黒法術師の家系の出身だが黒法術の才能には恵まれず、祖父の手ほどきを受けて剣術の修行に励む。後に士官学校を首席で卒業し、ヒュウガとの手合わせで彼から一本取ったことがきっかけでブラックホーク入りを果たす。
上司のヒュウガとは対照的に真面目な青年。ヒュウガのことは慕っているが、彼の勤務態度には呆れている。シュリからは「コナツお兄様」と慕われており、後にシュリからワカバ＝オークに紹介された際、ワカバからシュリのことを任されている。
悪食で、同じく悪食のクロユリの創作料理（お刺身の苺ジャム和え、ゆで卵のチョコ煮など）を食べても平気だった唯一の人物。
クロユリ
声 - 斎藤千和
バルスブルグ帝国軍中佐で、ブラックホークのメンバー。幼い少女のような外見をしているが、性別は明らかにされていない。右目に眼帯、髪にドクロのピンをつけている。
幼い頃に食べ物に毒を盛られ、味覚のほとんどを失う。それ以降は悪食となり、ハルセと出会う前は「青空ソース」と呼ばれる自作のソースを全ての食事にかけていた。
ハルセ
声 - 羽多野渉
クロユリのベグライター。実家はケーキ屋で元は普通の帝国軍人だったが、一緒に食事をしたことでクロユリと親しくなり、その縁でブラックホークへ転属となった。常にクロユリに付き従い、軍の仕事がないときもクロユリの相手をしている。
バルスブルグ教会を襲撃した際、「ミカエルの瞳」の攻撃を間近で見て植物状態に陥るも、カストルから『繋魂』の力の一部を奪ったアヤナミによって、クロユリと魂を繋がれて復活する。
カツラギ
声 - 中井和哉
バルスブルグ帝国軍大佐で、ブラックホークのメンバー。温厚な男性。料理が得意など、家庭的な面を持つ。
実は本物のカツラギはラグス戦争で戦死しており、現在のカツラギはアヤナミの忠実な部下が整形手術を施してすり替わったもので、本名は不明。オギのスパイとして動くと見せかけ、アヤナミの邪魔となるオギを殺害する。
シュリ＝オーク
声 - 入野自由
テイトやミカゲの士官学校での同期生。ワカバ＝オークの息子で、オーク家の執事を務める家系に生まれたミカゲとは幼馴染。
コナツ曰く「オーク家きってのバカ息子」。態度が大きく家柄を鼻にかけているが、口先だけで実際には何もできない。士官学校では戦闘用奴隷出身のテイトを何かと目の敵にしており、よくミカゲから仕返しされていた。
士官学校卒業後はアヤナミのベグライターを自称しており、初陣で自分の命を救ってくれたコナツのことを「コナツお兄様」と呼んで一方的に慕っている。
記憶を封印されたテイトと同室になり、第2区でシュリの父親であるワカバ＝オークの葬式のときにテイトはミカゲの父親と会ってから仲良くなる。
スズ&ユキ
アントヴォルト制圧時にヒュウガが連れ帰った双子の戦闘用奴隷。黒髪の男子が兄のスズ、左目にホクロがある男子が弟のユキ。ラグス語で話すため、アヤナミ以外とはジェスチャーで意思疎通を行っている。
初期設定では「スズナミ」と「ユキナミ」という名前で、今作の原型となった短編「BEGLEITER（ベグライター）」ではユキナミが主人公だった。
ユキカゼ
漫画26回、98回と「BEGLEITER（ベグライター）」に登場したアヤナミのオリジナルベグライター。アヤナミを攻撃から守ったため、彼はラグス戦争で亡くなった。アヤナミとユキカゼは仲良しだったようです。漫画第98回には、ユキカゼは信頼できる従者であり、幼い頃から互いに知り合いました。ドラマCD神様に届く恋文に、アヤナミはユキカゼの死から時間が止まったようだと言った。 BEGLEITER（ベグライター）では、ヒュウガは「長年連れ添った信頼おける」と言いました。

#### 帝国軍人
ワカバ＝オーク
バルスブルグ帝国軍元帥。シュリの実父で、息子に対しては親バカな一面を見せる。テイトの身柄と元帥位の奪取を目論むアヤナミによって謀殺される。
オギ
バルスブルグ帝国軍少将。ラグス戦争の際、ブラックホークの投入によって前線に出ていた自らの部隊を壊滅させられた過去を持ち、ただ1人の生存者であるカツラギとともにアヤナミへの復讐を誓う。
ミカエルの瞳を入手するため、シロキ少将・ナビキ少将と結託してオーク元帥の暗殺を計画。瞳の独占を目論んだシロキがナビキを殺害した後、シロキを欺いて彼を処刑に追い込むが、カツラギによって殺害される。

#### ミロクの関係者
ミロク
声 - 千田光男
陸軍士官学校の理事長。元バルスブルグ帝国軍元帥で、現在は密かに政権移動を目論んでいる。
ラグス戦争終結後にテイトを引き取り、戦闘用奴隷として育てた。テイトがミカエルの瞳の宿主であることは早くから知っていたらしく、政権移動の鍵としてテイトの名を挙げているが、真相は謎に包まれている。
カル
ミロクのベグライター。目に布を巻いている。テイトがミロクの屋敷で暮らしていた頃の唯一の話し相手であり、テイトの監視役。
その正体は07-GHOSTの一人「醒魂（エア）」。同僚「消魂（ランドカルテ）」の裏切りを知り、テイトをすぐに鍛え上げるべく、ミロクに引き取られた彼の監視役をしていた。目の布は真実を知った際襲撃した「消魂」から受けた傷を隠すための物。「醒魂」となる前はバルスブルグ家に生まれた世継ぎの一人だったが、世継ぎ争いの毒殺によって殺された。当時13歳だったという。
クレナ
ミロクの屋敷に仕えるメイドで、士官学校に入る前のテイトの世話役。以前の主人のもとで粗相をしてしまったため、首に大きな傷があり、喋ることができない。
テイトから様々な物を贈られたことで親交を深める。テイトの士官学校入学を機にテイトとは離れて暮らしているが、現在もテイトの身を案じている。

#### オウカの関係者
ロゼアマネル＝オウカ＝バルスブルグ
バルスブルグ帝国の第一王女。通称・オウカ。

ギョクラン
オウカの側近で、護衛役を担う女性。オウカの教育係に着任したハクレンをライバル視していたが、ハクレンが「オーク」の名を捨てて教会に入ったことを知ってからはわだかまりがやや解けた模様。
オオルリ
オウカの側近。天真爛漫な女性。癒し系ザイフォンの使い手で、あらゆる毒物に対して浄化作用を持つ。
キクネ
オウカの側近。黒髪ロングの女性。冷静沈着で真面目な性格で、誰に対しても言葉遣いが丁寧。操作系ザイフォンの使い手で、映像表示装置をはじめ様々な物品の作成に携わる。
ハクレン＝オーク
オウカの教育係を務める司教。

ヴォルフラム＝アイフェラー＝バルスブルグ
現バルスブルグ帝国を治める王であり、オウカの父。バルスブルグ帝国が所持する「ラファエルの瞳」が女性しか受け入れることがなかったため、代々女帝が治める掟となっており、皇帝は万一女帝が亡くなった場合に備えての「世継ぎの後見人」という立場が強かった。
だが技術の発展によってラファエルの瞳が女帝、王女がおらずとも制御・操作する方法を得たために、暗殺者が仕向けられるだろうオウカを見殺しにし、女帝の歴史を終わらせようとしていた。
しかしその真意は別にあり、彼はテイトの実母・ミレイアをラグス戦争終結時から保護しており、皇帝の座を退くことで昏睡状態であるミレイアの延命装置の維持が困難となってしまうことを恐れていたためであった。
ミレイアはバルスブルグの血を引くが、立場が妾の子であったため恵まれた境遇ではなかった。だがその境遇に負けぬ心の美しさと強さをヴォルフは幼少より見出しており、彼女が働く遠方の孤児院に寄付などをしていた。幾度か自分の元で暮らさないかと提案するも、国から離れた場所にいる子供たちを救うためと、断られていた。
後にミレイアがクロム王と出会い結婚、オウカと同じ頃にティアシェを出産したことを知って彼女を祝おうとするも、戦争屋と称した「消魂」にそそのかされてしまい、ミレイアに毒を盛って昏睡状態へと陥らせる。更にはラグス戦争を引き起こしクロム王を殺害、ミレイアを手にいれるが自分がしたことを彼女が知ればきっと自分を憎むだろうと考え、解毒剤を持ちながらも長く意識を戻さずに、眠るミレイアを見守るだけの日々を送っていた。
テイトの来訪によって「消魂」の影が退いたことでようやく我に返り、テイトとミレイアを引き合わせ、オウカに支えられながら償いの道を歩み始める。
ダリア
バルスブルグ帝国の先代女帝で、オウカの母。先代のラファエルの瞳の持ち主であったが、瞳の持ち主は皆短命であったため、彼女も既に亡くなっている。

### ゴッドハウス

#### ラグス王室
第5区のゴッドハウス・ラグス王室と、その関係者について述べる。
ヴァールハイト=ティアシェ=ラグス
ラグス国王の王子で、テイト=クラインの本名。公式記録上は3歳のときに亡くなっている。

ヴェルデシュタイン=クロム=ラグス
声 - 高橋広樹
ラグス王国の最後の王で、ティアシェの父。息子のことを深く愛しており、生きたパンドラの箱となってしまったティアシェのそばにいてやれない自分を不甲斐なく思っていた。ティアシェの旅立ちに際してミカエルの瞳を託す。趣味は絵を描くこと。好物は卵料理。ミレイアとは絵を描いていた時に偶然出会った。
ラグス戦争の渦中、ティアシェの目の前でアヤナミに殺害される。事前にクロイツに頼んで、敵に悟られぬように自分の中にあるティアシェの記憶を消してもらっていた。
若くして即位し、民の為にと我欲を捨て、周囲が心配するほど身を粉にして力を尽くしてきた名君。ティアシェにも、「ミカエルの瞳の力は破壊ではなく、命を与えるものだから、争いに使ってはいけない」と幼少から教えていた。
ミレイア
クロムの側室で、ティアシェの母。旧姓は「ミレイア=クライン」。バルスブルグ家の血筋を引くも、妾であったため恵まれた境遇ではなかった。現バルスブルグ皇帝・ヴォルフとは親しい仲で、彼から想いを寄せられていた。遠方の孤児院で働いていた頃、ラグス国王であるクロムと偶然出会い、恋におちた。恋愛結婚はするも身分が低いためにクロムとの正式結婚ができなかったが側室と言うことでラグス国王の側室に入る。ティアシェを出産するも病気にかかってしまい、長い昏睡状態のまま、命は長くないと思われていた。
だがその昏睡状態も"戦争屋"と称した「消魂」にそそのかされてしまったヴォルフ皇帝が盛った毒によるものとわかり、ラグス戦争後、ヴォルフ皇帝の元に運ばれ、昏睡状態を保たれたままだった。ティアシェが物心つく前のことだったので、両者は言葉を交わしたことはなかった。
オウカの正体と長きにわたるラファエルの瞳の洗脳を解き、「消魂」の影を取り払ったことで正気に戻ったヴォルフ皇帝がテイトに解毒剤を渡して、ようやく意識を取り戻すことができた。眠っている間に夢の中でクロムやマルク達が逝くのを見送ったという。
ベアネッサ
クロムの正室で、ティアシェの義母。アントヴォルトから政略結婚でクロムに嫁いたが、クロムのことは愛しており、妾腹のティアシェに憎しみを抱く。
激情に駆られてティアシェの背中に奴隷の焼印を刻んでしまい、罪の発覚を恐れてティアシェを教皇へ引き渡してしまう。
フェア＝クロイツ
クロムの弟で、ティアシェの叔父。07-GHOSTの『契魂（フェアトラーク）』。

マルク
ティアシェに仕えていた騎士。ティアシェの世話や遊び相手をしていた。ティアシェからの愛称「マーくん」
ラグス戦争で、ヒュウガと戦い死亡した。
カラン
ティアシェに仕えていた騎士。ティアシェの世話や遊び相手をしていた。ティアシェからの愛称「カーくん」
ラグス戦争で、ヒュウガと戦い死亡した。
アガス
ティアシェに仕えていた騎士。ティアシェの世話や遊び相手をしていた。ティアシェからの愛称「アッくん」
地面の割れ目に巻き込まれ死亡した。彼がやる「デラ高い高い」はティアシェのお気に入りだった。
クロウェル
クロム王のもう一人の弟。立場は末弟。若くして亡くなったとされているが、ラファエルの瞳の封印を解かれ自分がフェアローレンという事に気付きヴァルスファイルになるが、父である国王がユキカゼという従者を付き添わせ帝国に亡命させる。
家族の肖像画が残されており、ティアシェも幼い頃に父とその肖像画を見たことがあった。

#### オーク家
第2区のゴッドハウス・オーク家と、その関係者について述べる。
ハクレン＝オーク
バルスブルグ教会の司教で、バルスブルグ帝国の第一王女・オウカの教育係。

シュリ＝オーク
バルスブルグ帝国軍人。ミカゲの幼馴染。

ワカバ＝オーク
バルスブルグ帝国軍元帥。シュリ＝オークの父。

ブラン
オーク家専属の宝石デザイナー。その正体はワカバに仕える黒法術師で、黒法術を用いて宝石や生物を黒珠石に変え、オーク家に巨万の富をもたらしていた。正体を知ったテイトに殺される。
ミカゲ＝セレスタイン
士官学校でのテイトのルームメイトで、テイトの親友。

コハク＝セレスタイン
ミカゲの弟。ミカゲの葬儀に出席しなかったテイトをなじるが、後に和解する。
リンカ＝セレスタイン
ミカゲの妹。黒珠石像の素材としてブランに狙われる。

#### クラート家
第4区のゴッドハウス・クラート家と、その関係者について述べる。
イリューシャ＝クラート
クラート家の子息。ラブラドールの本名。

リリン
クラート家に引き取られた孤児。イリューシャを好いていた。
不治の病に冒されるが、イリューシャが咲かせてくれたエデンの花によって苦しまずに命を終える。
レム
リリンの兄。リリンを苦しみから救いたいという思いから、イリューシャにエデンの花の栽培を懇願する。そのおかげでリリンは苦しまずに亡くなるが、直後にイリューシャもエデンの花栽培の罪で処刑されてしまい、2人を立て続けに喪った悲しみを突かれて使い魔と契約する。
使い魔と契約した後、3つの歪んだ願いを叶えて闇徒と化し、イリューシャの花園を譲り受ける条件と引き替えに、クラート家当主の命によってエデンの花の苗床となる人間を攫い続けたが、クラート家を訪れたテイトによって浄化される。
クラート家当主
イリューシャの叔父。名前は不明。
妹の病を知って苦悩するレムにエデンの花の話を吹き込み、イリューシャにエデンの花を栽培するよう仕向ける。イリューシャを処刑した後はレムに攫わせた一般人の肉体を苗床にエデンの花を栽培し、花から精製した香を販売していた。
未来を預言する能力を持ち、処刑される際、フラウに預言を残す。

#### ハウゼン家
第6区のゴッドハウス・ハウゼン家と、その関係者について述べる。
シンルー＝ハウゼン
ハウゼン家の第13代目当主。カストルの本名。

シンファ＝ハウゼン
ハウゼン家の第12代当主で、シンルーの父。
ラグス戦争で息子を喪った後、妻が使い魔に魅入られてしまうが、息子に続いて妻までも喪うことを恐れ、妻を隠し続けていた。ハウゼン家を訪れたテイトに罪を暴かれる。
セイラン
声 - 杉田智和
ハウゼン家の使用人。孤児だったがハウゼン家に拾われ、以降忠誠を尽くしている。シンルーの良き理解者。

### 天界
天界の長
フェアローレンの創造主。人に生を与える際に3つの夢を問う。
イヴ
天界の長の娘。とても明るい性格で、背中に大きな両手剣を装備している。
天界の森の中で道に迷い、偶然フェアローレンと出会う。以後、頻繁にフェアローレンのもとを訪れて一方的に親交を深めていたが、フェアローレンに殺害される。
フェアローレン
天界の長の最高傑作であり、全ての英知を持つとされる死神。死を管轄し、魂を回収する役割を担う。姿は死の純然たる象徴だが、人間の形をとることもできる。
ある日、イヴを殺害して天界から逃走し、地上に疫病や悲嘆、罪などの災いを振りまいたため、07-GHOSTとミカエルの瞳、ラファエルの瞳により、躯と魂を別々に封印された。現在、フェアローレンの躯を収めたパンドラの箱はテイトに、魂はアヤナミに引き継がれている。

### その他
カペラ
声 - 小倉唯
奴隷の子供。借金返済のため母ルティアに奴隷として売りに出されるが、幼いために奴隷市場で売れ残ってしまい、奴隷商人カールから虐待を受けていたところをテイトに保護され、テイトの旅に同行する。テイトからは弟のように可愛がられ、テイトからザイフォンを学び、癒し系ザイフォンを習得した。
旅の途中で立ち寄ったアルマーズ邸でルティアと再会し、アルマーズ邸の遺産相続を巡る事件に巻き込まれる。このとき、攻撃系ザイフォンも使えることが判明した。事件解決後は母とともにアルマーズ邸に残り、癒し系ザイフォンを使って母の目を治療している。
ルティア
カペラの母親。亡夫が残した借金を返済しつつ暮らしていたが、目を患ったために借金返済の目処が立たなくなり、カペラを奴隷として手放す。その後、自身も奴隷として売られるが、アルマーズ邸の次期当主・レーナの「母」を演じることになる。
その後、アルマーズ邸でカペラと再会を果たし、遺産相続を巡る事件が解決した後はアルマーズ邸のメイドとして雇われ、再びカペラと暮らせるようになる。
レーナ
第4区のニールという町にあるアルマーズ邸の次期当主。
誕生日の2か月前、唯一の肉親であった母を殺されてしまう。その後、遺産相続を巡る陰謀を喰い止めるべく、母と外見が似ていたルティアを母親に仕立て上げる。遺産相続を巡る事件が解決した後はルティアをメイドとして雇い、カペラとも暮らせるよう手配した。
カール
自称「世界で最も気高く美しい奴隷商人」。モヒカンで粗野な男だが、バルスブルグ帝国軍から一目置かれるほどのやり手の奴隷商人。
奴隷市場で売れ残っていたカペラを虐待していたためテイトの怒りを買う。その後、弟の高利貸し・パールとともにホークザイルレースに参加し、テイトをつけ狙う。
パール
奴隷商人・カールの弟で高利貸しをしている。外見はあまり似ていないが、兄弟の絆は強い。第6区で借金返済を迫っていたところ、見かねたオウカに説教され彼女の持っていた宝石を渡される。それに欲を出してオウカに手を出したところ、今度はテイトに撃退される。紆余曲折を経て兄と共にテイトとフラウを追いかけ、ホークザイルレースにまで出場した。ちなみに兄弟そろってネーミングセンス皆無。

## 用語
バルスブルグ七大陸（バルスブルグななたいりく）
物語の舞台。7つの区に分けられており、第1区 - 第3区と第7区をバルスブルグ帝国、第4区 - 第6区をラグス王国が治めていたが、10年前のラグス戦争によってラグス王国は滅亡し、現在は大陸全土がバルスブルグ帝国の治世下にある。
千年前までバルスブルグ帝国はバルスブルグ、オーク、ロイエンの3つの国に分かれ、セブンゴーストと主に下りてきたラファエルの瞳を巡り戦争を起こしていた。しかし世界の信仰の中心となっていた「バルスブルグ教会」の介入によって和平協定を結び、ラファエルの瞳を持つ統一国家となる。特に統率力に優れていたバルスブルグが政治の中核を担うようになった。
対するラグス王国もラグス、クラート、ハウゼンの3つの国に分かれていたが、バルスブルグ側と違いこちらは寒冷地帯が多く、特に貧しかったクラート、ハウゼンを統一し、穀物の改良や酪農を推奨し、民が飢えない努力を怠らなかったため、戦争は一度も起こらなかったと言われている。
この世界の貨幣は「ユース」といい、長方形のクリスタルの形をしている。1ユース＝約2円。
07-GHOST（セブンゴースト）
天界の長がフェアローレンの欠片を使って生み出した死神。フェアローレンの粛清と、彼によって穢された世界を浄化するという使命を持つ。2代目以降の07-GHOSTは、死亡した人間の人格・記憶・外見を「器」とし、フェアローレンの欠片を核として肉体を組成している。
メンバーは『斬魂（ゼヘル）』『繋魂（フェスト）』『預魂（プロフェ）』『遺魂（レリクト）』『契魂（フェアトラーク）』『消魂（ランドカルテ）』『醒魂（エア）』の7人で、フェアローレンが有する7つの特殊能力を1つずつ分割されて与えられ、能力を反映した紋章を持つ。また、7人に共通する能力として、他者の魂に触れることでその者の記憶を封印したり、記憶を読み取ったりすることができる。
バルスブルグ教会では07-GHOSTを象った7つの像を7つの塔に納め、信者の参拝向けに塔への入り口を開放している。また初代07-GHOSTの器が眠る墓所（クヴェレ）と呼ばれる場所があり、そこには歴代の07-GHOSTが書き込んできた器の記憶が記録されている。現役の07-GHOSTも「器」の記憶を残すため、定期的に墓所に記憶を書き込む義務が存在する。
ゴッドハウス
バルスブルグ七大陸を影で牛耳る7つの血族で、「皇帝」と「教皇」を選定する使命を担う。かつて初代07-GHOSTが人間と交わって誕生した「神の一族」で、各ハウスがそれぞれ1つの07-GHOSTの紋章を掲げている。第13巻現在、家名が判明しているのは以下の5家。
バルスブルグ王室
第1区のゴッドハウス。紋章は不明。バルスブルグ皇帝を輩出する。
オーク家
第2区のゴッドハウス。遺魂の紋章を掲げる。軍人や政治家しか認めないとされる名門。
クラート家
第4区のゴッドハウス。預魂の紋章を掲げる。生薬の研究に従事する。
ラグス王室
第5区のゴッドハウス。契魂の紋章を掲げる。ラグス戦争により、テイト（ヴァールハイト=ティアシェ=ラグス）以外の血族は断絶している（側室ミレイアは存命だが、彼女はバルスブルグの生まれ）。
ハウゼン家
第6区のゴッドハウス。繋魂の紋章を掲げる。暗殺を家業とする。
ザイフォン
作中に登場する特殊能力で、生命の源を様々な能力に変換できる。主に手を媒介として発動し、文字を象って具現化する。「攻撃系」「癒し系」「操作系」の3系統に大別され、通常は1人につき1系統しか扱えないが、稀に2系統のザイフォンを使用できる者も存在する。
人間の誕生以前から浮島の大陸を支える大地の生命エネルギーとして存在しており、近年バルスブルグ帝国では大地からザイフォンを吸い取り、ガスや石灰に変わる資源として利用しようとしている。
攻撃系
攻撃や防御に使われるザイフォン。軍人でザイフォンを使える者は、大半が攻撃系の使い手である。
主な使用者は、テイト、ミカゲ、ハクレン、フラウ、ブラックホークのメンバー、カペラなど。
癒し系
治療に使われるザイフォン。他人に自分のザイフォンを分け与えることも可能。
主な使用者は、オウカ、カペラ、ラブラドール、バスティン、オオルリなど。
操作系
他の物質と同じ物質を作り出し、両者をシンクロさせることで意のままに操るザイフォン。応用として、映像や音声を信号化することで遠方への通信に用いることができる。
主な使用者は、カストル、キクネなど。
黒法術師（ヴァルスファイル）
自らの命を糧に発動する禁術・黒法術の使い手を指す。自らの命を糧にするため基本的には短命だが、他者の命を用いることで怪我の快復や延命も可能。ただし、術自体が神の摂理に背いているため、バルスブルグ教会の司教に捕まれば処刑される運命にある。
法具（バクルス）
光と闇を操る十字状の杖。ザイフォンを闇に対抗するものに変換したり、教典の逆呪文を打ち込むことで黒法術を発動したりできる。
パンドラの箱（パンドラのはこ）
フェアローレンの躯を封じた箱。教会に収められてきたが、現在は教皇によってフェアローレンの躯を植え付けられたテイトが「生きたパンドラの箱」となっている。
使い魔（コール）
フェアローレンの下僕。純然たる闇であり実体は持たないが、可視化した場合、骨でできた翼の姿に見える。
実体化するためには人間の躯が必要であり、そのため、自分たちと契約した人間の魂を闇に引きずり込み、抜け殻となった躯を乗っ取ろうとする。乗っ取りに成功して実体化した使い魔は闇徒（ヴァルス）と呼ばれる。
ゼーレの地（ゼーレのち）
フェアローレンを抹殺するために天界の長が用意した土地。
現在では「たとえ大罪を犯した犯罪者でも、そこに辿り着けば魂が浄化され神に拝謁できる」聖地とされており、この地を目指す者はゼーレの旅人と呼ばれる。ゼーレの旅人には各地のゴッドハウスの不正を暴いて穢れを払うことが使命として課されており、使命を果たすと07-GHOSTからゴッドハウスの紋章が証として腕に刻まれる。
エデンの花（エデンのはな）
天界を追放される前にフェアローレンが生み出した、死者の苦しみを緩和させる花。現在ではクラート家の者だけが咲かせることができるが、この花を咲かせることは禁忌とされている。
ホークザイル
人間より大柄な鳥にハンドルやシート、外装部品などを取り付けて乗用としたもの。地上から数十センチメートル浮いて走行する。
バルスブルグ帝国では2年に1度、ホークザイルによるレースが開催されている。第4区にある港町・ニールからスタートし、浮島F3→第1区を経由して第3区最南端のゴールを目指す総走行距離7000kmのレースで、テイトとフラウはこのレースに乗じて第1区への潜入を試みたが、レースの途中でアヤナミに遭遇して敗れ、テイトは帝国軍に囚われの身となる。
黒珠石（こくじゅせき）
深い輝きを備える漆黒の宝石。ダイヤを凌ぐ価値を持ち、オーク家は黒珠石の独占販売でさらなる富を築き上げた。実は黒法術によって作られたもので、金属のみならず、人すらも素材となる。
導きのドラゴン（フュールング）
「天の御使い」と呼ばれる大型鳥獣。体毛はピンクだが、クルルのような黒色のものも存在する。世界の北部に生息しており、子を産む時期のみ南下する。
幼生は群れで共生し、様々な知識を学ぶ。高い知能を有しており、成長すると人語を話すようになる。また躯が一定の大きさまで育つと口から炎を吐くことができる。

## 書誌情報

### 単行本
- 雨宮由樹/市原ゆき乃『07-GHOST』 一迅社〈ZERO-SUMコミックス〉
  1. 2005年11月25日初版発行（2005年11月25日発売[1]）、ISBN 978-4-7580-5193-4
  2. 2006年5月25日初版発行（2006年5月25日発売[2]）、ISBN 978-4-7580-5225-2
  3. 2006年11月25日初版発行（2006年11月25日発売[3]）、ISBN 978-4-7580-5261-0
  4. 2007年5月25日初版発行（2007年5月25日発売[4]）、ISBN 978-4-7580-5290-0
  5. 2007年11月24日初版発行（2007年11月24日発売[5]）、ISBN 978-4-7580-5320-4
  6. 2008年5月24日初版発行（2008年5月24日発売[6]）、ISBN 978-4-7580-5347-1
  7. 2008年11月25日初版発行（2008年11月25日発売[7]）、ISBN 978-4-7580-5376-1
  8. 2009年5月25日初版発行（2009年5月25日発売[8]）、ISBN 978-4-7580-5415-7
  9. 2009年11月25日初版発行（2009年11月25日発売[9]）、ISBN 978-4-7580-5466-9
  10. 2010年8月25日初版発行（2010年8月25日発売[10]）、ISBN 978-4-7580-5538-3
  11. 2011年1月25日初版発行（2011年1月25日発売[11]）、ISBN 978-4-7580-5576-5
  12. 2011年7月25日初版発行（2011年7月25日発売[12]）、ISBN 978-4-7580-5624-3
  13. 2011年12月24日初版発行（2011年12月24日発売[13]）、ISBN 978-4-7580-5679-3
  14. 2012年6月25日初版発行（2012年6月25日発売[14]）、ISBN 978-4-7580-5728-8
  15. 2012年12月25日初版発行（2012年12月25日発売[15]）、ISBN 978-4-7580-5776-9
  16. 2013年5月25日初版発行（2013年5月25日発売[16]）、ISBN 978-4-7580-5821-6
  17. 2013年9月25日初版発行（2013年9月25日発売[17]）、ISBN 978-4-7580-5858-2

文庫版
- 雨宮由樹/市原ゆき乃『文庫版 07-GHOST』 一迅社〈ZERO-SUMコミックス〉
  1. 2015年7月25日初版発行（2015年7月25日発売[18]）、ISBN 978-4-7580-3101-1　
  2. 2015年8月25日初版発行（2015年8月25日発売[19]）、ISBN  978-4-7580-3110-3　
  3. 2015年9月25日初版発行（2015年9月25日発売[20]）、ISBN 978-4-7580-3119-6　
  4. 2015年10月24日初版発行（2015年10月24日発売[21]）、ISBN 978-4-7580-3128-8　
  5. 2015年11月25日初版発行（2015年11月25日発売[22]）、ISBN 978-4-7580-3138-7
  6. 2015年12月25日初版発行（2015年12月25日発売[23]）、ISBN 978-4-7580-3145-5　
  7. 2016年1月25日初版発行（2016年1月25日発売[24]）、ISBN 978-4-7580-3159-2　
  8. 2016年2月25日初版発行（2016年2月25日発売[25]）、ISBN 978-4-7580-3166-0
  9. 2016年3月25日初版発行（2016年3月25日発売[26]）、ISBN 978-4-7580-3176-9

### 短編集
- 雨宮由樹/市原ゆき乃『07-GHOST CHILDREN』 一迅社〈ZERO-SUMコミックス〉、2010年8月25日初版発行（2010年8月25日発売[27]）、ISBN 978-4-7580-5539-0

## テレビアニメ
2008年11月にアニメ化が発表。2009年4月から9月にかけて読売テレビほかにて放送された。全25話。次回予告はラブラドール役の宮田幸季が担当している。
2011年7月から2012年1月までキー局である日本テレビで遅れネットされた。読売テレビが製作したUHFアニメが日本テレビで放送されるのは『ドラゴンクライシス!』に次いで2例目。
DVD全13巻の販売数は56000枚に達している。

### スタッフ
- 原作 - 雨宮由樹・市原ゆき乃
- 監督 - 高本宣弘
- シリーズ構成 - 高橋ナツコ
- キャラクターデザイン - 藤井まき
- メカニックデザイン - 宮豊
- 総作画監督 - 番由紀子
- 美術監督 - 栫ヒロツグ
- 色彩設計 - 北爪英子
- 撮影監督 - 近藤慎与
- 編集 - 松村正宏
- 音響監督 - 高桑一
- 音楽 - 中川幸太郎
- プロデューサー - 君島彩子、後藤政則、斎藤朋之、川村仁
- アニメーションプロデューサー - 浦崎宣光
- アニメーション制作 - スタジオディーン
- 製作 - 「07-GHOST」製作委員会（一迅社、エイベックス・エンタテインメント、読売テレビ、博報堂DYメディアパートナーズ）[注釈 18]

### 主題歌
「緋色のカケラ」
鈴希ゆきによるオープニングテーマ。作詞はKana & Noria、作曲はNAOKI MAEDA、編曲はRyoと中川幸太郎。
「瞳のこたえ」
Noriaによるエンディングテーマ。作詞はNoria、作曲は五十嵐“IGAO”淳一、編曲は大場敏明、中川幸太郎。
「ラグスの鎮魂歌」（第20話、第25話）
Noriaによる挿入歌。作曲は五十嵐“IGAO”淳一、編曲は大場敏明。
制作上の意図により、作詞家は表記されていない。

### 各話リスト
| 話数       | サブタイトル                                         | 脚本       | 絵コンテ | 演出              | 作画監督                   | 初放送日      |
| ---------- | ---------------------------------------------------- | ---------- | -------- | ----------------- | -------------------------- | ------------- |
| Kapitel.1  | 切なる想いの行く末は                                 | 高橋ナツコ | 高本宣弘 | 高本宣弘          | 堀越久美子                 | 2009年 4月7日 |
| Kapitel.2  | 懐かしき記憶は痛みと共に                             | 高橋ナツコ | 石井久志 | 中山敦史          | 阿部智之                   | 4月14日       |
| Kapitel.3  | 無垢なる我子よ光と眠れ                               | 武上純希   | 小林浩輔 | 小林浩輔          | 浅井昭人                   | 4月21日       |
| Kapitel.4  | ただひたすらなる祈りの果てに                         | 加藤陽一   | 江島泰男 | 江島泰男          | 高橋敦子                   | 4月28日       |
| Kapitel.5  | 熱き涙、やさしく彼の心を満たし…                      | 高橋ナツコ | 藤原良二 | 久保太郎          | 清水勝祐 さのえり          | 5月5日        |
| Kapitel.6  | 光に通ずる正しき道は                                 | 加藤陽一   | 平田豊   | 平田豊            | 飯飼一幸 中島美子          | 5月12日       |
| Kapitel.7  | 翼に喰われた魂は愛しい我子の夢を見る?                | 武上純希   | 石井久志 | 安藤正臣          | 氏家章雄                   | 5月19日       |
| Kapitel.8  | 半分だけの魂が悲しき目覚めを呼び起こす               | 高橋ナツコ | 小林浩輔 | 小林浩輔          | 滝山真哲                   | 5月26日       |
| Kapitel.9  | 魂の色は永遠に…                                      | 高橋ナツコ | 江島泰男 | 江島泰男 久保太郎 | 浅井昭人 中本尚子          | 6月2日        |
| Kapitel.10 | それはただひとつの償い                               | 加藤陽一   | 藤原良二 | 丸山由太          | 武本大介                   | 6月9日        |
| Kapitel.11 | 愛しき者への償いは…                                  | 武上純希   | 平田豊   | 平田豊            | 高橋敦子 長野路子          | 6月16日       |
| Kapitel.12 | 痛みという名の闇はひたひたと…                        | 高橋ナツコ | 石井久志 | 安藤正臣          | 氏家章雄                   | 6月23日       |
| Kapitel.13 | 光ある道の先に見るものは…                            | 高橋ナツコ | 岡本英樹 | 土屋浩幸          | 小坂知 中島美子            | 6月30日       |
| Kapitel.14 | 共に戦う理由…戦友と呼ばれる資格                      | 武上純希   | 小林浩輔 | 小林浩輔          | 滝山真哲                   | 7月7日        |
| Kapitel.15 | あの日、確かに彼といた                               | 加藤陽一   | 高村雄太 | 久保太郎          | 高橋敦子                   | 7月14日       |
| Kapitel.16 | 真実は光の届かぬ闇の底に                             | 加藤陽一   | 平田豊   | 平田豊            | 安田京弘 清水勝祐 野道佳代 | 7月21日       |
| Kapitel.17 | 闇の翼の眷属は、不幸を纏い、舞い降りる               | 武上純希   | 石井久志 | 石井久志          | 渡邊由香里                 | 7月28日       |
| Kapitel.18 | 赦さざる者闇に溺れ…愛する者は涙に濡れる              | 高橋ナツコ | 高本宣弘 | 小林浩輔          | 浅井昭人                   | 8月4日        |
| Kapitel.19 | まじわらぬ愛、されど消えぬ愛の行く末は…              | 高橋ナツコ | 江島泰男 | 江島泰男          | 小坂知 中島美子            | 8月11日       |
| Kapitel.20 | ふたりで捧げるレクイエム                             | 加藤陽一   | 笹木信作 | 土屋浩幸          | 秋山由樹子                 | 8月18日       |
| Kapitel.21 | なぜゆえに、汝、敗者の扉をくぐる…                    | 武上純希   | 藤原良二 | 平田豊            | 高橋敦子 安田京弘          | 8月25日       |
| Kapitel.22 | 水底の光に導かれ、覗きしものは…                      | 武上純希   | 名村英敏 | 小林浩輔          | 堀越久美子                 | 9月1日        |
| Kapitel.23 | 心の闇のその先に                                     | 加藤陽一   | 石井久志 | 中山敦史          | 渡邊由香里 氏家章雄        | 9月8日        |
| Kapitel.24 | 愛無き者の正義はいずこに…。闇に奪われし心よ、永遠に… | 高橋ナツコ | 名村英敏 | 江島泰男          | 番由紀子                   | 9月15日       |
| Kapitel.25 | 真実は幾重にも連なる心の彼方に…                      | 高橋ナツコ | 高本宣弘 | 高本宣弘          | 藤井まき                   | 9月22日       |

### 放送局
| 放送期間                | 放送時間                     | 放送局         | 対象地域       | 備考                                           |
| ----------------------- | ---------------------------- | -------------- | -------------- | ---------------------------------------------- |
| 2009年4月7日 - 9月22日  | 火曜 1:40 - 2:10（月曜深夜） | チバテレビ     | 千葉県         | 独立局                                         |
|                         | 火曜 1:44 - 2:14（月曜深夜） | 読売テレビ     | 近畿広域圏     | 日本テレビ系列 製作委員会参加 MONDAY PARK第1部 |
| 2009年4月8日 - 9月23日  | 水曜 1:29 - 1:59（火曜深夜） | 福島中央テレビ | 福島県         | 日本テレビ系列                                 |
|                         | 水曜 1:30 - 2:00（火曜深夜） | ミヤギテレビ   | 宮城県         | 日本テレビ系列                                 |
|                         |                              | テレビ埼玉     | 埼玉県         | 独立局                                         |
|                         | 水曜 1:35 - 2:05（火曜深夜） | 南海放送       | 愛媛県         | 日本テレビ系列                                 |
|                         | 水曜 1:59 - 2:29（火曜深夜） | 熊本放送       | 熊本県         | TBS系列                                        |
| 2009年4月10日 - 9月25日 | 金曜 2:13 - 2:43（木曜深夜） | 西日本放送     | 香川県・岡山県 | 日本テレビ系列                                 |
| 2009年4月11日 - 9月26日 | 土曜 1:58 - 2:28（金曜深夜） | テレビ愛知     | 愛知県         | テレビ東京系列                                 |
| 2009年4月12日 - 9月27日 | 日曜 2:00 - 2:30（土曜深夜） | テレビ神奈川   | 神奈川県       | 独立局                                         |
| 2009年4月13日 - 9月28日 | 月曜 2:30 - 3:00（日曜深夜） | TVQ九州放送    | 福岡県         | テレビ東京系列                                 |
| 2009年4月14日 - 9月29日 | 火曜 2:26 - 2:56（月曜深夜） | 北海道放送     | 北海道         | テレビ東京系列                                 |
| 2009年4月23日 - 10月8日 | 木曜 9:00 - 9:30             | AT-X           | 日本全域       | CSチャンネル リピート放送あり                  |

### DVD
| 巻数 | 発売日        | 収録内容        | 規格品番       | 規格品番   |
| 巻数 | 発売日        | 収録内容        | 初回限定生産版 | 通常版     |
| ---- | ------------- | --------------- | -------------- | ---------- |
| 1    | 2009年8月7日  | 第1話 - 第2話   | AVBA-29275/B   | AVBA-29288 |
| 2    | 2009年9月4日  | 第3話 - 第4話   | AVBA-29276/B   | AVBA-29289 |
| 3    | 2009年10月2日 | 第5話 - 第6話   | AVBA-29277/B   | AVBA-29290 |
| 4    | 2009年11月6日 | 第7話 - 第8話   | AVBA-29278/B   | AVBA-29291 |
| 5    | 2009年12月4日 | 第9話 - 第10話  | AVBA-29279/B   | AVBA-29292 |
| 6    | 2010年1月4日  | 第11話 - 第12話 | AVBA-29280/B   | AVBA-29293 |
| 7    | 2010年2月5日  | 第13話 - 第14話 | AVBA-29281/B   | AVBA-29294 |
| 8    | 2010年3月5日  | 第15話 - 第16話 | AVBA-29282/B   | AVBA-29295 |
| 9    | 2010年4月2日  | 第17話 - 第18話 | AVBA-29283/B   | AVBA-29296 |
| 10   | 2010年5月7日  | 第19話 - 第20話 | AVBA-29284/B   | AVBA-29297 |
| 11   | 2010年6月4日  | 第21話 - 第22話 | AVBA-29285/B   | AVBA-29298 |
| 12   | 2010年7月2日  | 第23話 - 第24話 | AVBA-29286/B   | AVBA-29299 |
| 13   | 2010年8月6日  | 第25話          | AVBA-29287/B   | AVBA-29300 |

| 読売テレビ MONDAY PARK 第1部 | 読売テレビ MONDAY PARK 第1部 | 読売テレビ MONDAY PARK 第1部 |
| 前番組                       | 番組名                       | 次番組                       |
| ---------------------------- | ---------------------------- | ---------------------------- |
| ONE OUTS -ワンナウツ-        | 07-GHOST                     | 犬夜叉 完結編                |

## Webラジオ
『07-GHOST the world』
- パーソナリティ - 斎賀みつき（テイト＝クライン 役）、浪川大輔（ミカゲ 役）
- 配信サイト - アニメイトTV、マリン・エンタテインメント
- 配信期間 - 2009年1月8日 - 2010年2月18日（隔週木曜日更新）

### ゲスト
- 千葉進歩（カストル 役、第3・17・22回）
- 速水奨（アヤナミ 役、第4・15回）
- 宮田幸季（ラブラドール 役、第6・22回）
- 福山潤（ハクレン＝オーク 役、第8・9・11・26回）
- 諏訪部順一（フラウ 役、第10回）
- 斎藤千和（クロユリ 役、第13・21・25回）
- 浜田賢二（ヒュウガ 役、第16・20回）
- 羽多野渉（ハルセ 役、第19・28回）
- 桐井大介（バスティン 役、第24回）
- 岸尾だいすけ（コナツ＝ウォーレン 役、第29回）

## ドラマCD
コミック発売元である一迅社のほか、テレビアニメ版としてマリン・エンタテインメントからも発売されている。
| タイトル               | 発売日                                             | 商品コード | 品番      | 発売元                     |
| ---------------------- | -------------------------------------------------- | ---------- | --------- | -------------------------- |
| 神様に届く恋文         | コミックZERO-SUM2006年12月号 - 2007年1月号誌上販売 | ZCD027     | ZERO-0026 | 一迅社                     |
| 第7区                  | コミックZERO-SUM2009年2月号 - 3月号誌上販売        | -          | -         | 一迅社                     |
| 3月28日の出来事        | コミックZERO-SUM2009年5月号付録                    | -          | -         | 一迅社                     |
| ミカエル               | コミックZERO-SUM2009年7月号誌上販売                | -          | -         | 一迅社                     |
| 美味しく召し上がれ     | 2009年8月コミックマーケット76先行発売              | -          | -         | 一迅社                     |
| ハウゼン家             | コミックZERO-SUM2012年2月号 - 3月号誌上販売        | -          | -         | 一迅社                     |
| The Day of Retribution | 2009年6月24日                                      | -          | MESC-0012 | マリン・エンタテインメント |
| The Top News Headline  | 2009年10月23日                                     | -          | MESC-0019 | マリン・エンタテインメント |

## パチンコ
西陣より『CR 07-GHOST』が発売されている。